# دونوان ویلسون (بازیکن فوتبال)
دونوان ویلسون (انگلیسی: Donovan Wilson؛ زادهٔ ۱۴ مارس ۱۹۹۷) بازیکن فوتبال اهل بریتانیا است.
از باشگاه‌هایی که در آن بازی کرده است می‌توان به باشگاه فوتبال ولورهمپتون واندررز اشاره کرد.